# Communauté de communes de Beauce et du Gâtinais
Pour les articles homonymes, voir Beauce et Gâtinais (homonymie).
La communauté de communes de Beauce et du Gâtinais est une ancienne communauté de communes du département du Loiret et de la région Centre-Val de Loire en France. Créée le 17 décembre 1993, elle disparaît le 31 décembre 2016 et fusionne avec les communautés de communes du Cœur du Pithiverais et  du Plateau beauceron pour former la communauté de communes du Pithiverais.

## Histoire
- 17 décembre 1993 : création de la communauté de communes.
- 26 décembre 1995 : adhésion des communes d'Ascoux, Chilleurs-aux-Bois, Courcy-aux-Loges, Laas, Mareau-aux-Bois, Santeau et Vrigny ;
- 17 mars 1997 : transfert du siège social ;
- 24 août 2004 : transfert du siège social ;

À la fin des années 2000, plusieurs rapports font état de la multiplicité des acteurs dans le domaine de la gestion publique, de la faible lisibilité de l'organisation territoriale, de la parcellisation des compétences entre les différentes groupements communaux et de la complexité des financements. La réforme des collectivités territoriales de 2010 tente d'apporter une réponse à cette problématique avec la loi no  2010-1563 du 16 décembre 2010 qui définit trois objectifs principaux en ce qui concerne l'intercommunalité : achever la carte intercommunale d'ici au 31 décembre 2013, rationaliser les périmètres existants et simplifier l'organisation intercommunale actuelle. L'article 35 de la loi vise en particulier à constituer des EPCI à fiscalité propre capables de porter des projets communs de développement, regroupant au moins 5 000 habitants. Dans ce cadre le schéma directeur de coopération intercommunale du Loiret approuvé le 26 décembre 2011 propose de fusionner la Communauté de communes du Plateau beauceron (< 5 000 habitants) avec les communautés de communes de Beauce et du Gâtinais et du Cœur du Pithiverais. Mais cette fusion n'aboutit pas.
Dans une tribune publiée le 2 juin 2014, le Président François Hollande annonce que les intercommunalités disposant de « moyens trop faibles pour porter des projets », devront regrouper au moins 15 000 habitants à partir du 1er janvier 2017, contre 5 000 auparavant. De fait le titre II (articles 33 à 38) de la Loi portant nouvelle organisation territoriale de la République (dite loi NOTRe), promulguée le 7 août 2015, est consacré au renforcement des intercommunalités. Il fixe un objectif de refonte du schéma départemental de coopération intercommunale (arrêté pour le Loiret le 26 décembre 2011) en tenant compte de ce seuil de 15 000 habitants. Ce seuil, sans pouvoir être inférieur à 5 000 habitants, peut être adapté :
- pour les EPCI ayant une densité de population inférieure à la moitié de la densité nationale au sein d’un département ayant une densité inférieure à la densité nationale (103,4 hab/km2).
- pour les EPCI dont la densité démographique est inférieure à 30 % de la densité nationale (103,4 hab/km2).

Le Schéma départemental de coopération intercommunale du Loiret est arrêté sur ces bases le 30 mars 2016 et prévoit le regroupement de la communauté de communes de Beauce et du Gâtinais (11 387 habitants en 2013), de la communauté de communes Le Cœur du Pithiverais (13 340 habitants en 2013) et de la Communauté de communes du Plateau Beauceron (4 300 habitants en 2013). Après consultation, 6 communes sur les 31 que constitue le regroupement émettent un avis défavorable (Audeville, Escrennes, Estouy, Morville-en-Beauce et Pithiviers, soit 10 655 habitants sur les 29 027 du groupement). Toutefois l'accord des communes sur la fusion proposée ayant été exprimé par la moitié au moins des conseils municipaux concernés, représentant la moitié au moins de la population totale du groupement, la fusion est prononcée par arrêté du 29 août 2016 avec effet au 1er janvier 2017, date à laquelle est créée la communauté de communes du Pithiverais.

## Composition
Elle était composée des 18 communes suivantes (17 du canton de Pithiviers et 1 du canton de Malesherbes) :
| Nom                  | Code Insee | Gentilé        | Superficie (km2) | Population (dernière pop. légale) | Densité (hab./km2) |
| -------------------- | ---------- | -------------- | ---------------- | --------------------------------- | ------------------ |
| Ascoux               | 45010      | Ansculfussiens | 6,75             | 1 052 (2014)                      | 156                |
| Bondaroy             | 45038      | Bondarais      | 6,94             | 413 (2014)                        | 60                 |
| Bouilly-en-Gâtinais  | 45045      | Bouillerins    | 15,96            | 339 (2014)                        | 21                 |
| Bouzonville-aux-Bois | 45047      | Bouzonvillois  | 7,54             | 443 (2014)                        | 59                 |
| Boynes               | 45050      | Boynots        | 15,43            | 1 324 (2014)                      | 86                 |
| Chilleurs-aux-Bois   | 45095      | Chilleurois    | 52,22            | 1 961 (2014)                      | 38                 |
| Courcy-aux-Loges     | 45111      | Courcéens      | 20,90            | 423 (2014)                        | 20                 |
| Escrennes            | 45137      | Escrennois     | 11,55            | 737 (2014)                        | 64                 |
| Estouy               | 45139      | Estoviens      | 18,07            | 524 (2014)                        | 29                 |
| Givraines            | 45157      | Givrainois     | 11,26            | 425 (2014)                        | 38                 |
| Guigneville          | 45162      | Guignevillois  | 32,01            | 537 (2014)                        | 17                 |
| Laas                 | 45177      | Légatiens      | 6,60             | 229 (2014)                        | 35                 |
| Mareau-aux-Bois      | 45195      | Mareauboisiens | 11,61            | 595 (2014)                        | 51                 |
| Marsainvilliers      | 45198      | Marsainvillois | 10,82            | 302 (2014)                        | 28                 |
| Ramoulu              | 45260      | Ramoulusiens   | 11,96            | 259 (2014)                        | 22                 |
| Santeau              | 45301      | Santoliens     | 8,71             | 396 (2014)                        | 45                 |
| Vrigny               | 45347      | Vrignois       | 16,14            | 843 (2014)                        | 52                 |
| Yèvre-la-Ville       | 45348      | Evarois        | 26,77            | 714 (2014)                        | 27                 |

## Compétences
- Aménagement de l'espace communautaire ;
- Développement et aménagement économique ;
- Développement et aménagement social et culturel ;
- Énergie ;
- Environnement ;
- Logement et habitat ;
- Politique de la ville ;
- Voirie.

### Sources
- Le splaf-Site sur la Population et les Limites Administratives de la France
- La base Aspic